# 점령
점령(占領, military occupation)은 한 나라의 영역의 전부 또는 일부를 군사력을 배경으로 해서 절대적인 권력으로써 사실상의 지배하에 두는 것이다. 점령에는 전시 점령과 평시 점령이 있는데 보통 전자를 가리키는 경우가 많다. 전투가 계속하는 중의 점령과 휴전 후의 점령과는 구분되며, 후자의 경우에는 당사국 간의 합의로 조건이 정해진다. 점령은 영역권의 이전을 수반하지 않지만 국제법은 점령군이 점령지를 자유로이 통치하는 권리를 인정하고 있다.

## 같이 보기
- 실효 지배